# جيمس سوثيرلاند
جيمس سوثيرلاند (بالإنجليزية: James Southerland)‏ مواليد 28 أبريل 1990 في كوينز، هو لاعب كرة سلة أمريكي. بدأ مسيرته الاحترافية في سنة 2013. يلعب في دوري الرابطة الوطنية لفئة التطوير. يحمل الرقم 1. يبلغ طوله 6 قدم 8 بوصة (2.0 م).

## المسيرة الاحترافية
لعب مع شارلوت هورنتس في سنة 2013، ثم لعب مع لوس أنجلوس ديفيندرز في موسم 2013–2014، ثم لعب مع نيو أورلينز بيليكانز في سنة 2014، ثم لعب مع ليموج سي إس بي في الدوري الفرنسي في موسم 2014–2015، ثم لعب مع جويرينو فانولي باسكت في الدوري الإيطالي في موسم 2015–2016.

## روابط خارجية
- جيمس سوثيرلاند على موقع الدوري الأوروبي لكرة السلة (الإنجليزية)
- جيمس سوثيرلاند على موقع إن بي أي (الإنجليزية)
- جيمس سوثيرلاند على موقع دوري كرة السلة الياباني للمحترفين (اليابانية)
- جيمس سوثيرلاند على موقع سبورتس رفرنس (الإنجليزية)
- جيمس سوثيرلاند على موقع كرة السلة الأوروبية.كوم (الإنجليزية)
- جيمس سوثيرلاند على موقع كلية كرة السلة في سبورتس رفرنس.كوم (الإنجليزية)
- جيمس سوثيرلاند على موقع ريلجم (الإنجليزية)
- جيمس سوثيرلاند على موقع بروبوليرز (الإنجليزية)
- جيمس سوثيرلاند على موقع سبورتس رفرنس (الإنجليزية)
- جيمس سوثيرلاند على موقع سبورتس رفرنس (الإنجليزية)